# Colosseo (metropolitana di Roma)
Colosseo è una stazione della linea B, e in futuro anche della C, della metropolitana di Roma.

## Storia

### Linea B
La stazione fu progettata all'interno della prima tratta tra le stazioni di Termini e Laurentina per offrire un collegamento rapido tra il centro della città e il neonato quartiere Europa, designato come sede dell'Esposizione universale del 1942, annullata dopo lo scoppio della seconda guerra mondiale. Con l'entrata in guerra dell'Italia nel 1940 i lavori furono sospesi e ripresero solo nel 1948.
La fermata fu inaugurata in concomitanza con la prima tratta della futura linea B il 9 febbraio 1955, venendo aperta al pubblico il giorno seguente.
Nell'ambito del progetto Artemetro Roma alcuni ambienti interni della stazione sono stati decorati con mosaici realizzati da Piero Dorazio, Kenneth Noland ed Emil Schumacher.

### Linea C
La stazione, originariamente denominata Fori Imperiali, è situata in via dei Fori Imperiali, sarà collegata mediante passaggio sotterraneo alla stazione della linea B e all'esterno avrà due accessi, uno sul lato Clivo di Acilio e l'altro sul lato Clivo di Venere Felice.
Il CIPE ha stanziato 792 milioni di euro per coprire il tratto T3, dalla stazione di San Giovanni a Colosseo. Questi fondi sono stati sbloccati alla fine del 2012 a seguito del pagamento di una tranche di 252 milioni, destinata a coprire gli aumenti dei costi delle tratte all'epoca in costruzione. I lavori iniziarono quindi il 15 aprile 2013.
L'entrata in funzione della stazione è prevista per fine 2025.

## Struttura e impianti
La fermata dispone di due ingressi: il primo in piazza del Colosseo e il secondo in largo Gaetana Agnesi.

## Galleria d'immagini

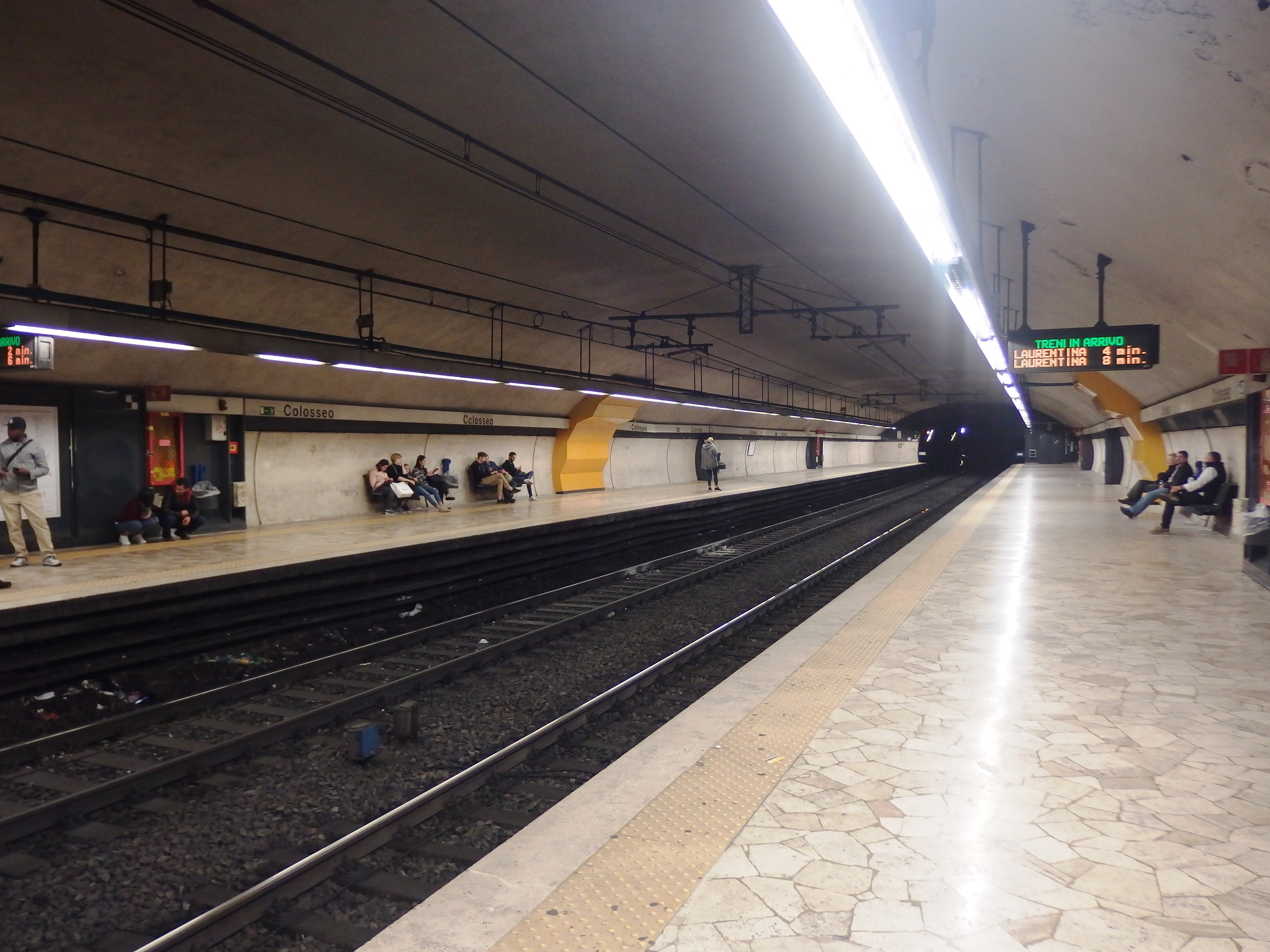
Il piano banchine della stazione B
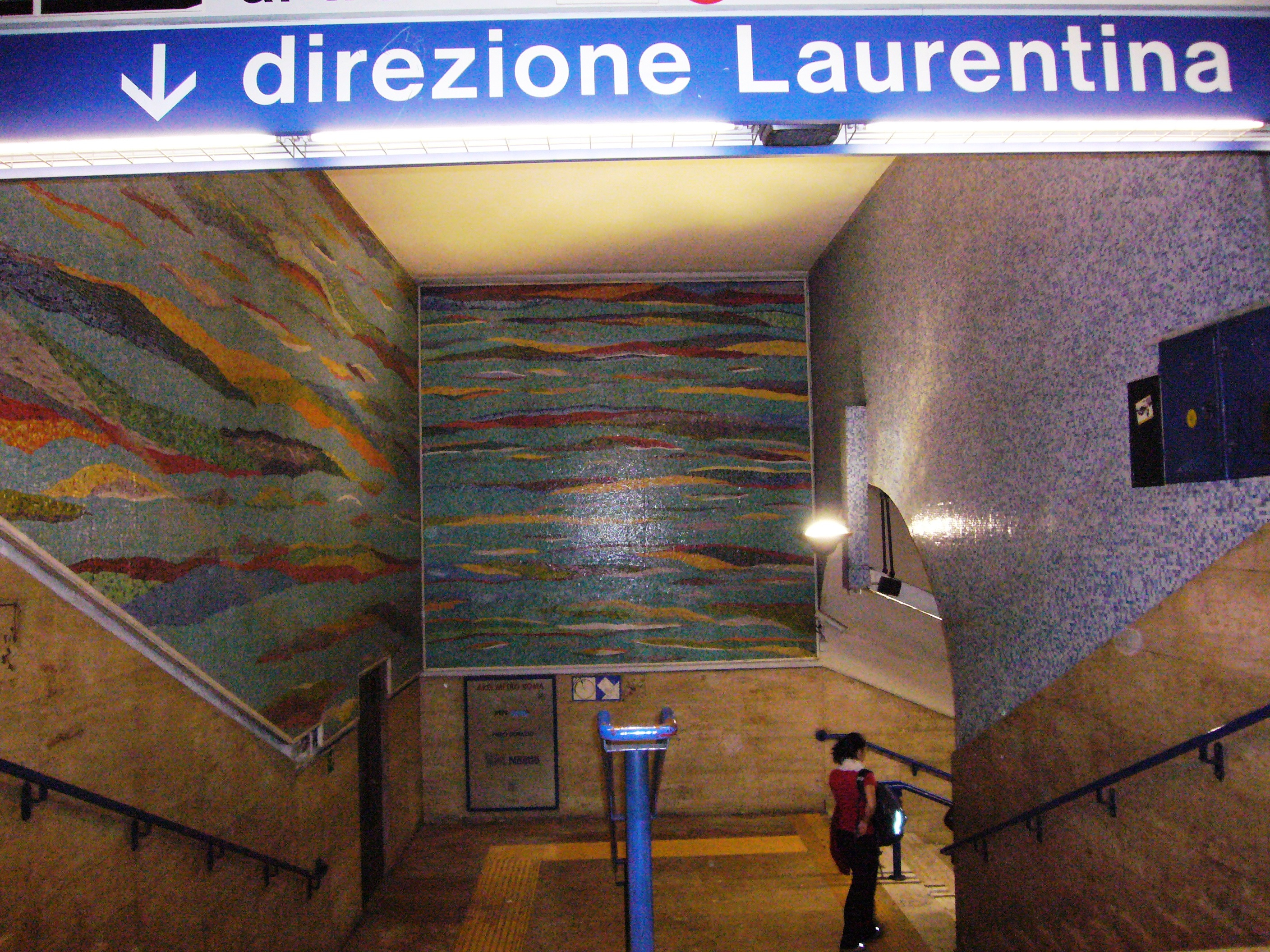
I mosaici esposti sulla scalinata
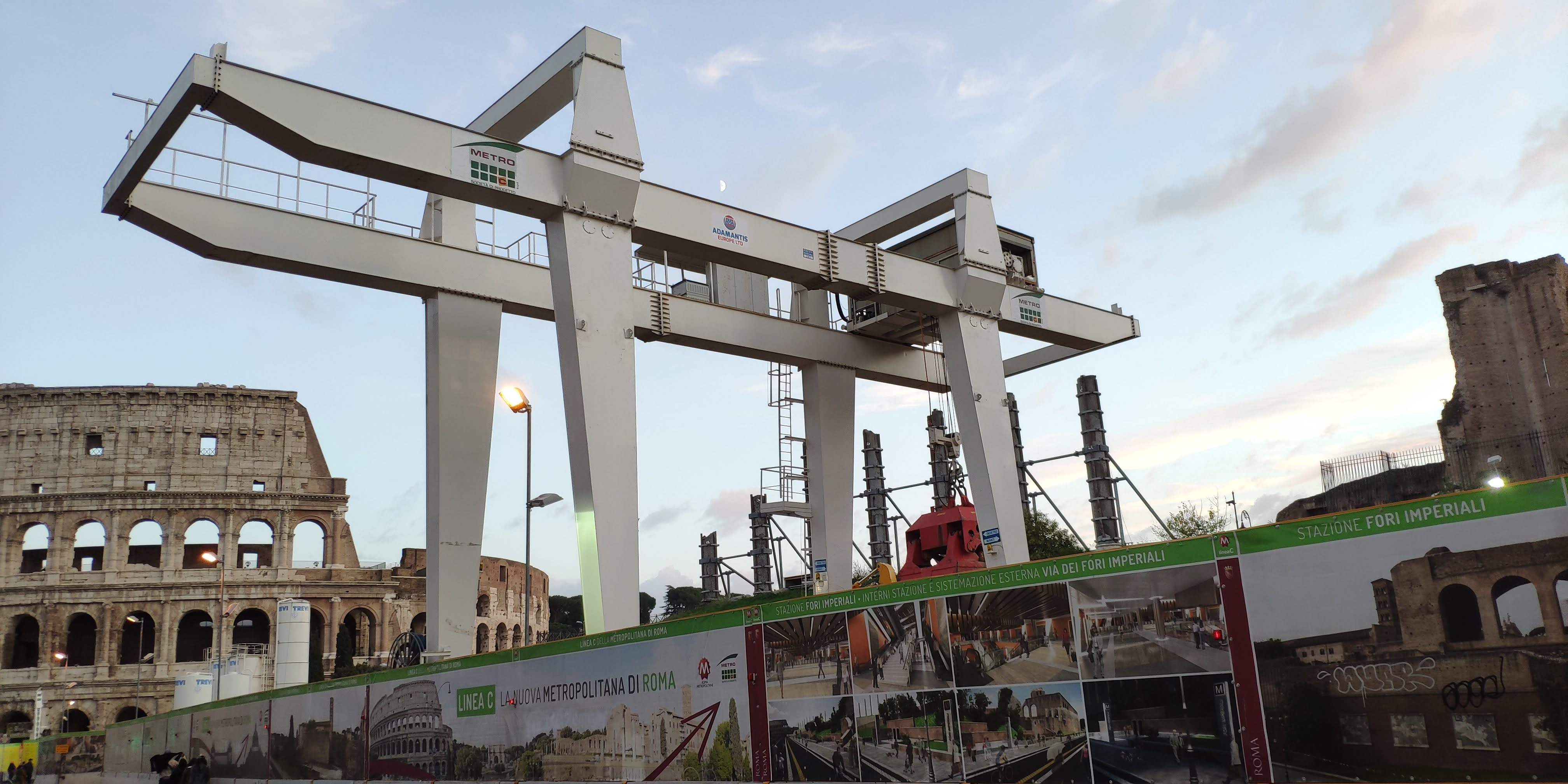
Lavori della stazione C
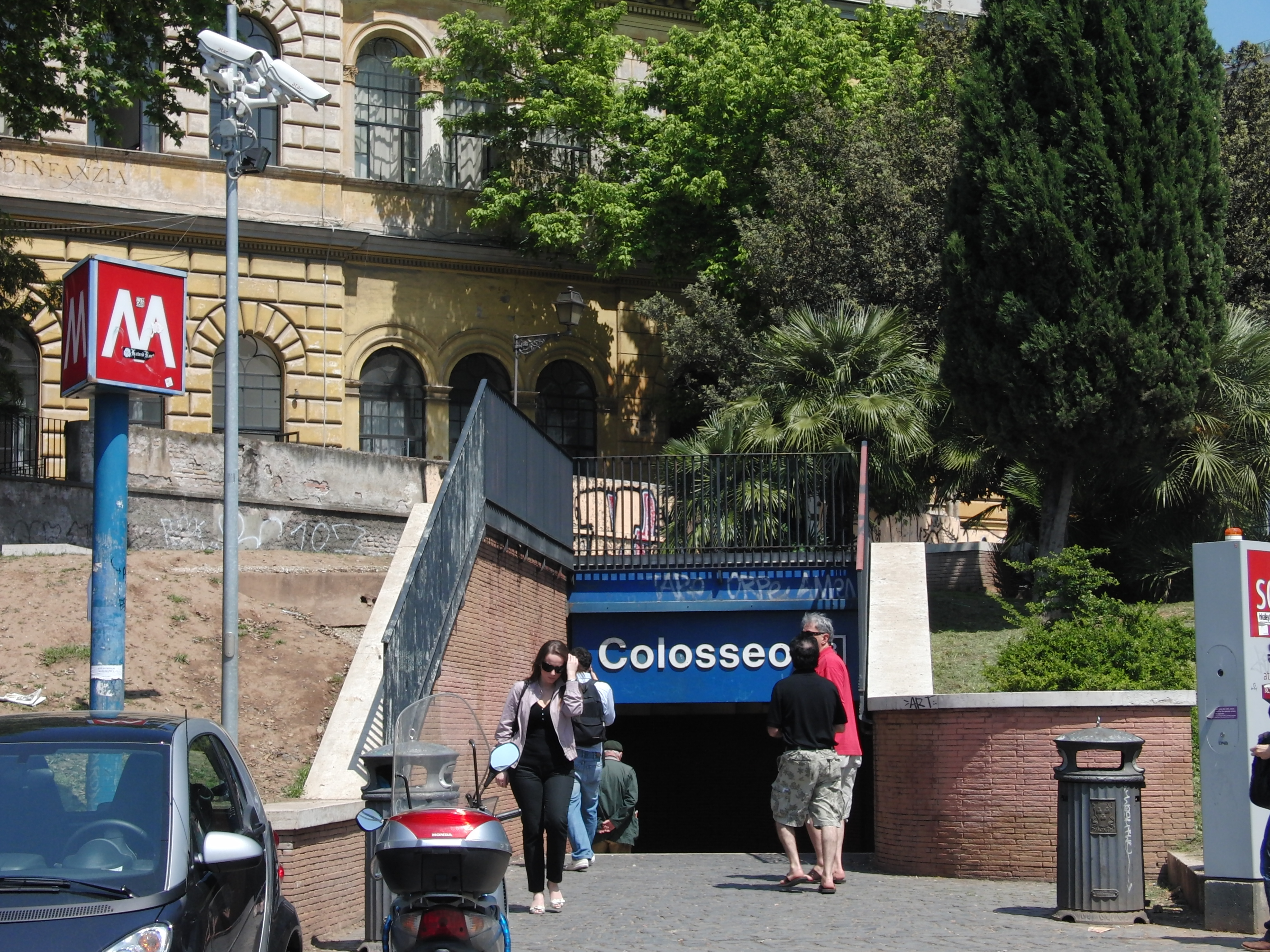
L'ingresso situato in largo Gaetana Agnesi

## Servizi
- Biglietteria automatica
- Servizi igienici

## Interscambi
- Fermata autobus ATAC
- Fermata tram (Colosseo/Salvi N., linea 3)